# Zach Gentry
Zach Gentry (Albuquerque, Nuevo México, 10 de septiembre de 1996) es un jugador profesional estadounidense de fútbol americano que se desempeña en la posición de tight end en Las Vegas Raiders, equipo de la National Football League (NFL).

## Carrera
Fue seleccionado en la quinta ronda en la Reunión Anual de Selección de Jugadores de la NFL de 2019. Hizo su debut profesional con el equipo Pittsburgh Steelers, en el cual jugó cinco temporadas (2019-2024), posteriormente pasó a Las Vegas Raiders.